# Amir Ali oglu Abdulazim
Amir Ali oglu Abdulazim (em azeri:  Əmir Əli oğlu Əbdüləzim) ou Abdulazim Sarkar (em azeri:  ابدولزیم سرکار‎), arquiteto azerbaijano do século XVII. Ele é o arquiteto dos santuários Kalakhana construídos em 1663 ou 1664 na região de Shamakhi. O nome de Abdulazim Sarkar está gravado em uma dessas tumbas. Seu apelido de Sarkar está relacionado ao seu pioneirismo na construção do complexo. Seu estilo criativo encontrou expressão na proporcionalidade da estrutura volume-espaço em suas obras e nas características individuais dos túmulos do mesmo tipo.